# Blombergska huset vid Sjögatan
Blombergska huset vid Sjögatan är ett bostadshus i Stenstan, Sundsvall, som uppfördes 1889 i kvarteret Jupiter. Huset ritades av Sven Malm för grosshandlaren Johan Gustav Blomberg, precis som det intilliggande huset, Blombergska huset. De båda husen brukar därför gå under det gemensamma namnet Blombergska husen.
Sedan 25 april 1980 är Blombergska husen ett byggnadsminne.